# Dòng thời gian của đại dịch COVID-19 tháng 10 năm 2020
Bài này ghi lại dòng thời gian và dịch tễ học của SARS-CoV-2 vào tháng 10 năm 2020, loại vi rút gây ra bệnh coronavirus 2019 (COVID-19) và là nguyên nhân gây ra đại dịch COVID-19. Các trường hợp nhiễm COVID-19 ở người đầu tiên được xác định ở Vũ Hán, Trung Quốc, vào tháng 12 năm 2019.

## Dòng thời gian

### 1 tháng 10
- Trong khi Hãng Moderna tuyên bố không thể có vắc xin COVID-19 trước bầu cử tổng thống (3-11), FDA cũng đang mở rộng điều tra một số trường hợp mắc bệnh khi thử nghiệm vắc xin của Hãng AstraZeneca và Đại học Oxford.  (Tuổi Trẻ)

### 2 tháng 10
- Sau khi cố vấn cấp cao của Tổng thống, bà Hope Hicks được xác định dương tính với virus SARS-CoV-2 hôm qua, thông báo trên Twitter, Tổng thống Mỹ Donald Trump cho biết ông và vợ là bà Melania Trump đã có kết quả xét nghiệm dương tính. (vnp)
- Hãng hàng không quốc gia Syrian Airlines ban đầu sẽ nối lại các tuyến đường bay tới một số địa điểm trong khu vực như Cairo (Ai Cập) hay Beirut (Liban), sau thời gian ngừng hoạt động do COVID-19. (vnp)
- Dịch bệnh Covid-19 vẫn tiếp tục đà lây lan mạnh tại Pháp. Theo số liệu thống kê thường nhật, vào hôm 30/09/2020, Pháp ghi nhận thêm 64 ca tử vong trong vòng 24 giờ và 12.845 ca nhiễm mới. (RFI)
- Ngày 2/10, Ấn Độ ghi nhận thêm 81.484 ca mắc mới bệnh viêm đường hô hấp cấp COVID-19, nâng tổng số ca mắc tại quốc gia này lên 6.394.068 triệu ca. Theo thông báo từ Bộ Y tế Ấn Độ, tổng số ca tử vong vì COVID-19 tại nước này đã tăng lên 99.773 ca, cao hơn 1.095 ca so với một ngày trước đó. (vnp)

### 5 tháng 10
- Bác sĩ Nhà Trắng Sean Conley thừa nhận đã cố che giấu sự thật Trump phải thở oxy khi nồng độ oxy trong máu tụt xuống do sốt cao. Conley cho biết Trump phải dùng thêm thuốc dexamethasone, làm dấy lên lo ngại về phản ứng viêm mà nCoV tác động tới phổi và những cơ quan khác.  (vnExpress)
- Trong ngày 03/10/2020, cơ quan Y tế Pháp ghi nhận kỷ lục gần 17.000 người dương tính với siêu vi corona chủng mới, không kể 49 ca tử vong, thêm vào con số 48 nạn nhân ngày hôm trước. Tại Ấn Độ, số ca lây nhiễm trong 24 giờ qua là 75.000, một ngày sau khi  số người chết vượt ngưỡng 100.000.  (RFI)

### 6 tháng 10
- Trước tình hình dịch bệnh tăng mạnh, Quốc hội Đức đã quyết định yêu cầu tất cả các nghị sỹ phải đeo khẩu trang trong tòa nhà Quốc hội ở Berlin từ ngày 6/10. (vnp)
- Tổng thống Mỹ Donald Trump đã rời Bệnh viện Quân y Walter Reed. Việc điều trị Covid-19 được tiếp tục trong Nhà Trắng. Ông ta dàn dựng sự trở về của mình như một buổi trình diễn - với một thông điệp nguy hiểm. (Spiegel)
- Chuyên gia y tế tỏ ra phẫn nộ vì thông điệp "đừng sợ nCoV" của Trump khi dịch bệnh đã giết chết hơn 215.000 người Mỹ. (vnExpress)

### 7 tháng 10
- "Hiện tại đang có sự hỗn loạn ở đất nước chúng ta vì một tổng thống không có khả năng để làm tròn bổn phận của mình": Cựu đệ nhất phu nhân Michelle Obama chỉ trích Donald Trump nặng nề. "Tất cả người Mỹ đang cảm thấy hậu quả của thực tế là tổng thống đã không coi trọng đại dịch và vẫn chưa có một kế hoạch chính xác để chống lại nó." (Spiegel)
- Trump cáo buộc Cục Quản lý Thực phẩm và Dược phẩm Mỹ có "động cơ chính trị" khi đưa ra tiêu chuẩn mới về cấp phép vaccine Covid-19. (vnExpress)

### 8 tháng 10
- 34 nhân viên Nhà Trắng và "những người có liên hệ khác" đã nhiễm nCoV trong những ngày gần đây, nhiều hơn báo cáo trước đó. (vnExpress)

### 9 tháng 10
- Bác sĩ trưởng của Nhà Trắng Sean Conley cho biết Tổng thống Mỹ Donald Trump đã hoàn tất quá trình điều trị COVID-19, sức khỏe ổn định và có thể tham dự các sự kiện công cộng trở lại vào ngày 10-10. (Tuổi Trẻ)
- Bộ Y tế Brazil ngày 7-10 thông báo cả nước có thêm 31.553 ca nhiễm mới trong vòng 24 giờ qua, nâng tổng số người mắc COVID-19 ở nước này lên 5.000.694, chỉ đứng sau Mỹ và Ấn Độ. Số người chết ở quốc gia Nam Mỹ này là 148.228 người, khoảng 5.000 ca tử vong mỗi tuần, thấp hơn mức khoảng 7.000 ca tử vong khi còn trong đỉnh dịch. (Tuổi Trẻ)

### 12 tháng 10
- Regeneron sẽ sản xuất 300.000 liều kháng thể REGN-COV2 theo hợp đồng với chính phủ Mỹ, sau khi Trump dùng thuốc này điều trị Covid-19. (vnExpress)
- Theo nghiên cứu mới của Úc, coronavirus có thể tồn tại đến 28 ngày trên các bề mặt nhẵn như màn hình điện thoại di động hoặc tiền bằng nhựa trong nhiệt độ khoảng 20 °C.  (n-tv)

### 13 tháng 10
- Một nghiên cứu vừa công bố trên tạp chí y khoa The Lancet trình bày các chứng cứ khoa học về trường hợp đầu tiên được xác định đã tái nhiễm virus corona chủng mới gây dịch bệnh COVID-19 tại Mỹ. (Tuổi Trẻ)
- Chương trình nghiên cứu vaccine ngừa COVID-19 của hãng Johnson & Johnson’s (J&J) bị tạm dừng vì một người tình nguyện mắc bệnh nhưng không rõ nguyên nhân, theo trang tin Stat News loan ngày Thứ Hai, 12 Tháng Mười. (Người Việt)

### 14 tháng 10
- Một phụ nữ lớn tuổi ở Hà Lan đã trở thành người đầu tiên được biết đến tử vong vì mắc Covid-19 lần thứ hai. (vnExpress)
- Tại Prague, tất cả các nhà hàng, quán bar, câu lạc bộ, phòng tập thể thao, vật lý trị liệu… phải đóng cửa đến ngày 3/11, các cuộc thi đấu thể thao bị cấm, hoạt động thể thao ngoài trời không được quá 20 người.  (vnp)
- Tại Hà Lan, Thủ tướng Mark Rutte thông báo cấm bán chất kích thích và rượu bia sau 20h hằng ngày. Tất cả những người từ 13 tuổi trở lên phải đeo khẩu trang vải khi ở trong không gian kín. Các cuộc hội họp trong nhà sẽ chỉ cho phép tối đa 30 người tham dự trong khi các cuộc tụ tập tại những điểm công cộng bị giới hạn không quá 4 người. (vnp)

### 15 tháng 10
- Tổng thống Pháp Emmanuel Macron thông báo áp dụng lệnh giới nghiêm từ 21 giờ đến 6 giờ sáng đối với vùng Ile-de-France (trong đó có thủ đô Paris) và 8 thành phố lớn nằm trong danh sách "báo động tối đa" để khống chế dịch Covid-19. Lệnh giới nghiêm có hiệu lực từ lúc 0 giờ thứ Bẩy, ngày 17/10 và sẽ được áp dụng tối thiểu trong vòng 4 tuần lễ. (RFI)

### 16 tháng 10
- Hơn 30 thủy thủ tàu ngầm mang tên lửa đạn đạo HMS Vigilant của hải quân Anh dương tính với nCoV sau khi vi phạm quy định cách ly tại căn cứ Kings Bay ở bang Georgia, Mỹ, một quan chức quốc phòng Mỹ ngày 14/10 cho biết. (vnExpress)

### 17 tháng 10
- Theo Viện Robert Koch, Đức có 7.830 ca nhiễm corona mới trong vòng một ngày, nhiều hơn bao giờ hết kể từ khi bắt đầu đại dịch. Ngày trước đó có 7334 ca mới cũng là kỷ lục vào thời điểm đó. (Welt)
- Bộ Y tế Pháp thông báo có 32.427 ca mới vào thứ Bảy, kỷ lục về số ca nhiễm mới. Số người chết đã tăng 90 lên 33.392 người vào thứ Bảy. Ngoài Pháp, Ba Lan, Áo, Ý, Hà Lan và Cộng hòa Séc cũng ghi nhận mức cao nhất về số ca nhiễm corona mới trong vòng một ngày. (FAZ)

### 20 tháng 10
- Trump gọi nhà dịch tễ học Fauci là "quả bom" và "thảm họa" trong cuộc gọi với chiến dịch tranh cử, nhưng thừa nhận không thể sa thải ông. (vnExpress)

### 22 tháng 10
- Số trường hợp Covid 19 mới ở Đức lại đạt kỷ lục. Viện RKI báo cáo 11.287 ca nhiễm trùng trong vòng một ngày vào thứ Năm. (FAZ)

### 23 tháng 10
- Trong vòng 24 giờ, nước Pháp ghi nhận thêm 41.622 ca nhiễm mới, theo số liệu cơ quan Y tế Pháp công bố chiều tối hôm qua 22/10/2020. Đây là số ca nhiễm Covid thường nhật cao nhất ở châu Âu từ trước tới nay.  (RFI)
- Việt Nam trợ giúp nhân đạo Nga lô hàng y tế tổng trọng lượng 8,5 tấn trong bối cảnh ca nhiễm nCoV ở nước này vẫn tăng cao.  (vnExpress)

### 24 tháng 10
- Ngày 24/10/2020, nước Mỹ lại phá kỷ lục về số ca dương tính với Covid-19 trong một ngày, với 80.000 ca mới. Tổng thống mãn nhiệm Donald Trump tuyên bố dịch sẽ sớm kết thúc, sau khi nhiều nhà khoa học đưa ra dự báo sẽ có thêm hơn 200 nghìn người Mỹ chết vì Covid trong bốn tháng tới.  (RFI)

### 25 tháng 10
- Hơn 473.000 ca nCoV mới được ghi nhận trên thế giới trong 24 giờ qua, nâng tổng ca nhiễm lên gần 43 triệu, thêm 5.786 ca tử vong, nâng tổng số người chết trong đại dịch lên 1.154.278.  (vnExpress)
- Với khoảng 20.000 ca nhiễm mới, Ý đã ghi nhận mức cao mới vào thứ Bảy. Để đối phó, tất cả các quán bar, nhà hàng và tiệm kem phải đóng cửa sau 6 giờ chiều. Trong nhà hàng,chỉ có bốn người được phép ngồi cùng một bàn trừ khi họ sống cùng nhau. Tất cả các rạp hát, rạp chiếu phim, phòng tập thể dục và bể bơi cũng phải đóng cửa.  (ARD)

### 26 tháng 10
- Tình hình dịch Covid-19 tại Pháp càng lúc càng nghiêm trọng: trong 24 giờ qua trên toàn quốc có thêm hơn 52.000 bệnh nhân. 116 bệnh nhân mất trong một ngày, nâng tổng số thiệt hại nhân mạng lên hơn 34.700.(RFI)
- Thành phố Melbourne sẽ kết thúc đợt phong tỏa dài 112 ngày sau khi lần đầu tiên không ghi nhận ca nhiễm nCoV mới kể từ tháng 7. (vnExpress)